# Gnophos kononis
Gnophos kononis là một loài bướm đêm trong họ Geometridae.